# Jacob Miller
Jacob »Killer« Miller, jamajški pevec roots rock reggaeja in glasbenik, * 4. maj 1952, Mandeville, okrožje Manchester, Jamajka, † 23. marec 1980, Kingston, Jamajka
V glasbeni svet ga je vpeljal njegov prijatelj Augustus Pablo. Predstavil ga je vodilnim jamajškim reggae producentom Siru Coxsoneu, Joeu Gibbsu in Kingu Tubbyju.

## Življenje
Miller se je rodil staršema Joan Ashman in Desmondu Elliotu. Pri osmih letih se je preselil v Kingston, kjer je odraščal pri starih starših po materini strani. Tu je začel obiskovati priljubljene studie, vključno s Studiem One Sira Coxsonea. Zanj je leta 1968 posnel tri pesmi. Med njimi je bila »Love is a Message«, ki sta jo brata Swaby, (Horace, kasneje se je preimenoval v Augustusa Pabla, in Garth) igrala na svojem Rockers Sound Systemu. Čeprav pesem ni bila uspešna in tudi ni navdušila Sira Coxsonea, je Pablo ohranil zanimanje za Millerja.
Po ustanovitvi lastne založbe bratov leta 1972, je Pablo leta 1974 posnel različico »Love is a Message« z imenom »Keep on Knocking«. Čez eno leto in pol je Miller za Pabla posnel še pet pesmi: »Baby I Love You So«, »False Rasta«, »Who Say Jah No Dread«, »Each One Teach One« in »Girl Named Pat«, ki je vsaka postala Rockerska klasika z dubi Kinga Tubbyja na njihovih straneh B. Ti singli so Millerju prinesli ugled in skupina Inner Circle ga je izbrala za glavnega pevca.
Leta 1977 je Miller poleg Gregoryja Isaacsa, Big Youtha, Winstona Rodneyja ter drugih glasbenikov nastopil v glasbenem filmu Rockers, kjer je igral pevca v hotelski hišni skupini. Skupini se je v filmu na bobnih pridružil glavni lik Leroy »Horsemouth« Wallace, Miller pa je zapel živo različico uspešnice Inner Circle »Tenement Yard«.
Miller je tragično preminul v avtomobilski nesreči na Hope Road v Kingstonu. Marca tega leta je skupaj z Marleyjem in Chrisom Blackwellom, ustanoviteljem neodvisne tedaj jamajške založbe Island Records, odšel v Brazilijo na otvoritev več Islandovih podružnic v Južni Ameriki.